# بودوان الأول (ملك بلجيكا)

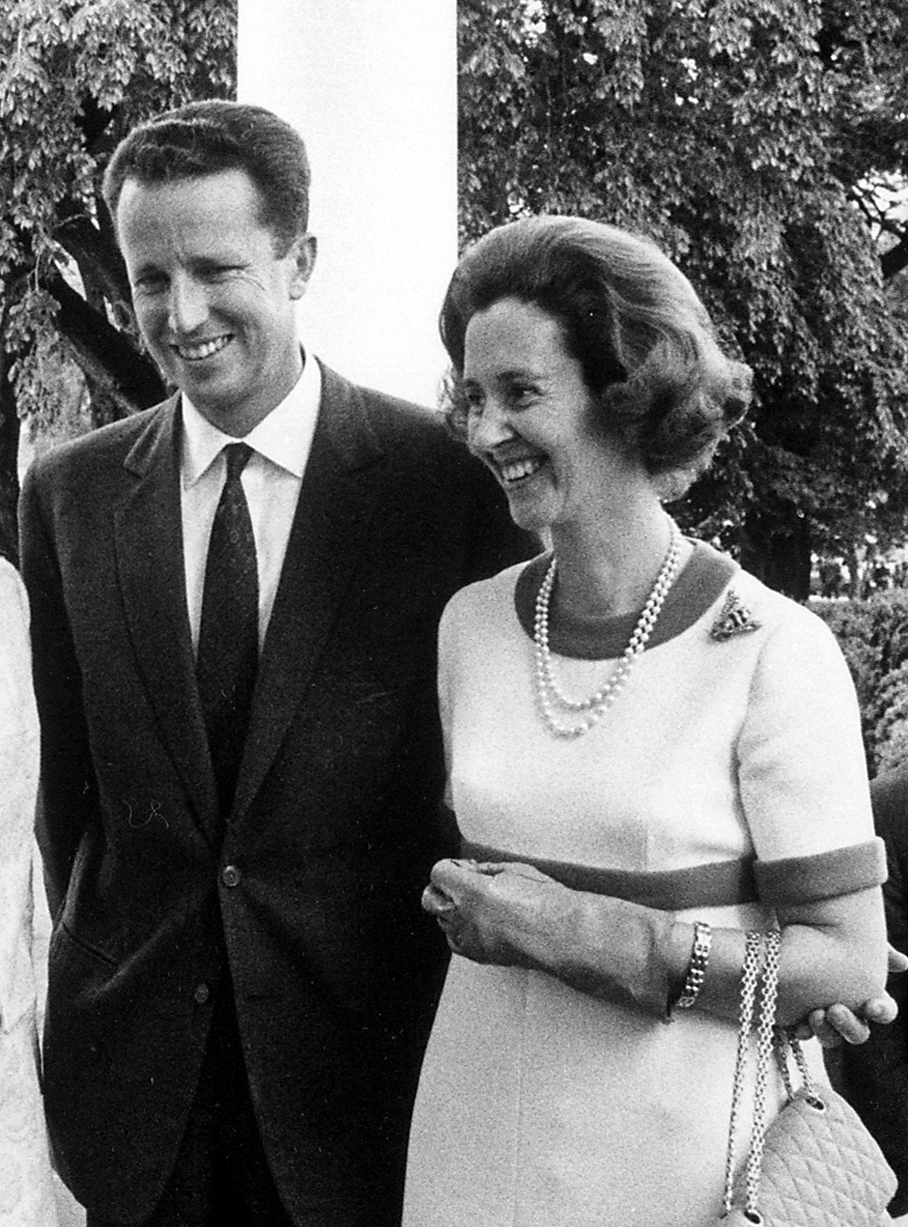
الملك بودوان الأول وزوجته الملكة فابيولا

بودوان الأول ولد في 7 سبتمبر 1930 في ستويفنبرغ كاستل بالقرب من بروكسل، وتوفي بتاريخ 31 يوليو 1993 في موتريل في إسبانيا. هو خامس ملوك بلجيكا مَلَكَ بين عامي 1951 و1993، شهد عهده استعادة ثقة البلجيكيين بالملكية بعد الفترة العاصفة لحكم سلفه الملك ليوبولد الثالث.

## حياته
والده هو الملك ليوبولد الثالث ووالدته الملكة أستريد. عمل بودوان في الفترة ما بين 11 أغسطس 1950 حتى 16 يوليو 1951 كرأسا للدولة وذلك بعد تنحى والده عن العرش، وبتاريخ 17 يوليو 1951 أصبح بودوان الأول خامس ملوك بلجيكا.
خلال عهده الطويل عمل بودوان بفعالية كبيرة على توحيد شطري مملكته الإقليم الفلامندي (الناطق بالهولندية) والإقليم الوالوني (الناطق بالفرنسية)، مما أكسبه احترام كبير لدى الطرفين دعم ذلك عمله بينهما بشكل حيادي.
كان الملك بودوان أول من صرح بدنو موعد إقرار استقلال الكونغو والذي كان خاضعا حينها للاستعمار البلجيكي، وفي سبيل ذلك قام برحلة إليه لتقصي الحقائق في ديسمبر 1959، وأعلن استقلال الكونغو في مدينة ليوبولدفيل (كينشاسا حاليا) بتاريخ 30 يونيو 1960.
في عام 1990 قرر الملك بودوان التنحي عن العرش لمدة يوم واحد، مفسحا المجال للحكومة البلجيكية التصديق على قانون إباحة الإجهاض، والذي كان معارضا له بشدة ورفض أن يكون توقيعه موجودا عليه، وفي اليوم التالي لتوقيع هذا القانون أعاده البرلمان لمنصبه من جديد.
كان الملك بودوان قد تزوج بتاريخ 15 ديسمبر 1960 من امرأة أسبانية نبيلة هي الدونَّة فابيولا دو مورا إياراغون. ولكنها لم تنجب له أي ولد ليرث منه التاج ولهذا كان ولي عهده هو شقيقه الأمير ألبير، والذي أصبح ملك البلاد بعد وفاة بودوان عام 1993.
| ملوك بلجيكا                                                                                       |
| ليوبولد الأول . ليوبولد الثاني . ألبير الأول ليوبولد الثالث . بودوان الأول . ألبير الثاني . فيليب |

## وصلات داخلية
- قائمة ملوك بلجيكا

## روابط خارجية
- بودوان الأول ملك بلجيكا على موقع الموسوعة البريطانية (الإنجليزية)
- بودوان الأول ملك بلجيكا على موقع مونزينجر (الألمانية)
- بودوان الأول ملك بلجيكا على موقع إن إن دي بي (الإنجليزية)